# هنغران (غرمسار كرمان)
هنغران (بالفارسية: هنگران) هي قرية تقع في إيران في قسم غرمسار الریفي. يقدر عدد سكانها بـ 0 نسمة بحسب إحصاء 2016.